# Olbia Calcio 1905
El Olbia Calcio 1905 es un club de fútbol de Italia, con sede en Olbia, en Cerdeña. Fue fundado en 1906 y refundado en 2010. Compite en la Serie D, cuarta categoría del fútbol italiano.

## Historia
La creación del club fue concebida en 1905, aunque éste fue fundado en enero de 1906 como Società Ginnastica Olbia. Durante la Segunda Guerra Mundial el club suspendió sus actividades, así que en 1946 resurgió con el nombre de Unione Sportiva Olbia. En el 2002 ganó el Scudetto Dilettanti.
En 2010 fue excluido de las ligas profesionales por irregularidades financieras y, ese mismo año, fue fundado el Associazione Sportiva Dilettantistica Olbia 1905, que se inscribió en el campeonato de Eccellenza de Cerdeña. En la temporada 2015-16 finalizó quinto en el Grupo G de la Serie D (cuarta división italiana) y ganó la segunda ronda de los play-offs. Gracias a un repechaje, subió a la Lega Pro, cambiando el nombre a Olbia Calcio 1905.

## Uniforme

### Uniforme titular
| 2018-19 | 2019-20 |

## Estadio
El Olbia disputa sus encuentros de local en el Estadio Bruno Nespoli, con capacidad de 3.209 espectadores.

## Palmarés

### Torneos interregionales
- Serie D (3): 1967-68 (Grupo F), 1974-75 (Grupo F), 2001-02 (Grupo B)
- Campionato interregionale (2): 1982-83 (Grupo N), 1985-86 (Grupo N)

### Torneos regionales
- Campionato Sardo ULIC (1): 1930-31
- Prima Divisione Sardegna (1): 1938-39 (Grupo B)
- Promozione Sardegna (2): 1952-53, 1956-57
- Eccellenza Cerdeña (1): 2012-13
- Copa Cossu-Mariotti (2): 1966-67, 1974-75